# Drosanthemum eburneum
Drosanthemum eburneum är en isörtsväxtart som beskrevs av L. Bol. Drosanthemum eburneum ingår i släktet Drosanthemum och familjen isörtsväxter. Inga underarter finns listade i Catalogue of Life.